# Emmylou Harris
Pour les articles homonymes, voir Harris.
Emmylou Harris, née le 2 avril 1947 à Birmingham dans l'État de l'Alabama, est une chanteuse et musicienne américaine de musique country, de country rock, de musique folk américaine et de bluegrass.
Elle est reconnue pour ses interprétations et reprises d'œuvres de multiples compositeurs autant que pour son travail en tant qu'auteur-compositeur-interprète.
Emmylou Harrison est connue pour ses collaborations avec des artistes réputés comme Bob Dylan, Linda Ronstadt, Dolly Parton...
Emmylou Harris est influencée par Gram Parsons qui lui a fait découvrir George Jones qui est pour elle « le plus grand chanteur de musique country ».
Tania Tucker, Stevie Wonder, Don Williams, Steeleye Span la citent comme une de leurs chanteuses préférées.
Sa carrière est récompensée par l'obtention de nombreux prix dont 13 Grammy Awards et huit de ses albums sont certifiés disque d'or par la Recording Industry Association of America.

## Biographie

### Jeunesse et formation

#### Un père militaire
Emmylou Harris est née au East End Memorial Hospital de Birmingham, elle est la cadette des deux enfants de Walter « Bucky » Rutland Harris, un pilote de l'United States Marine Corps, et de d'Eugenia Murchison Harris, issue d'une famille de fermiers installée à Birmingham dans le sud de l'Alabama plus précisément d'agriculteurs des comtés de Chilton et d’Elmore, près des villes de Clanton et Wetumpka. Son frère aîné est Walter Rutland Harris Jr. ,,,,,.

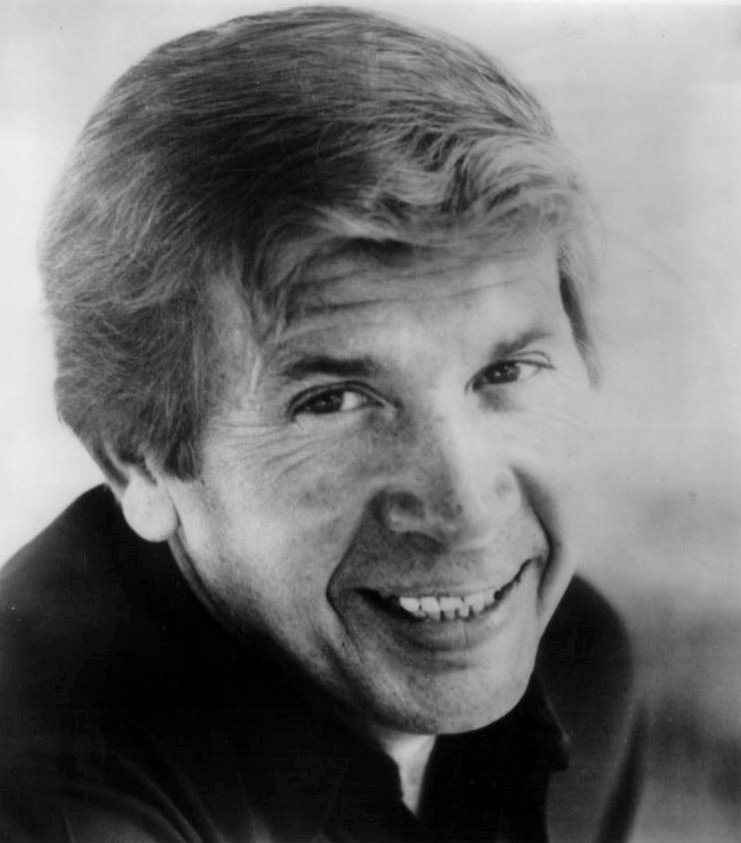
Photographie de Buck Owens.

Comme la plupart des enfants de militaire, elle suit les différentes affectations de son père, jusqu'au moment où ce dernier est cantonné définitivement à la base Marine Corps Base Quantico, dans l'État de Virginie à proximité de Washington (district de Columbia). Emmylou Harris et son frère suivent leurs études secondaires dans un établissement de Woodbridge également dans l'État de Virginie,.
En 1952, le Corsair F-4U piloté par son père est abattu au dessus du territoire ennemi lors de la guerre de Corée, il passe 16 mois dans un camp de prisonniers aux conditions proches d'un camp de concentration. Emmylou Harris développe une fierté envers son père qui n'est pas seulement un héros de guerre, mais son héros,,.

#### Les premières influences

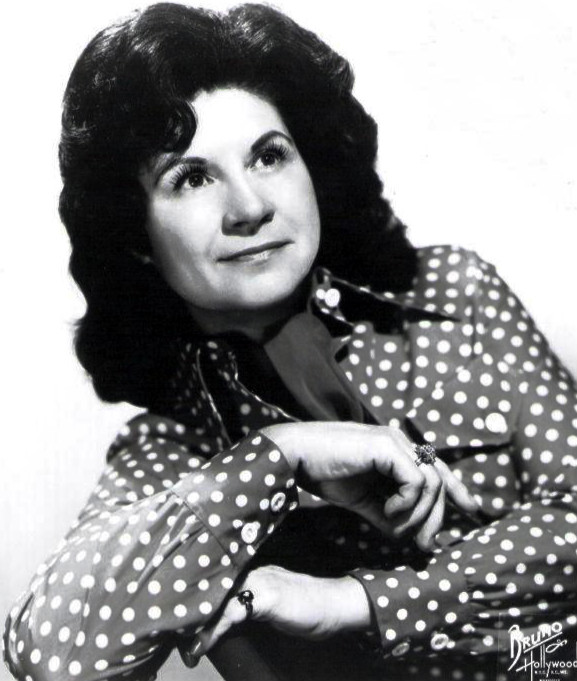
Photographie de Kitty Wells prise en 1974.

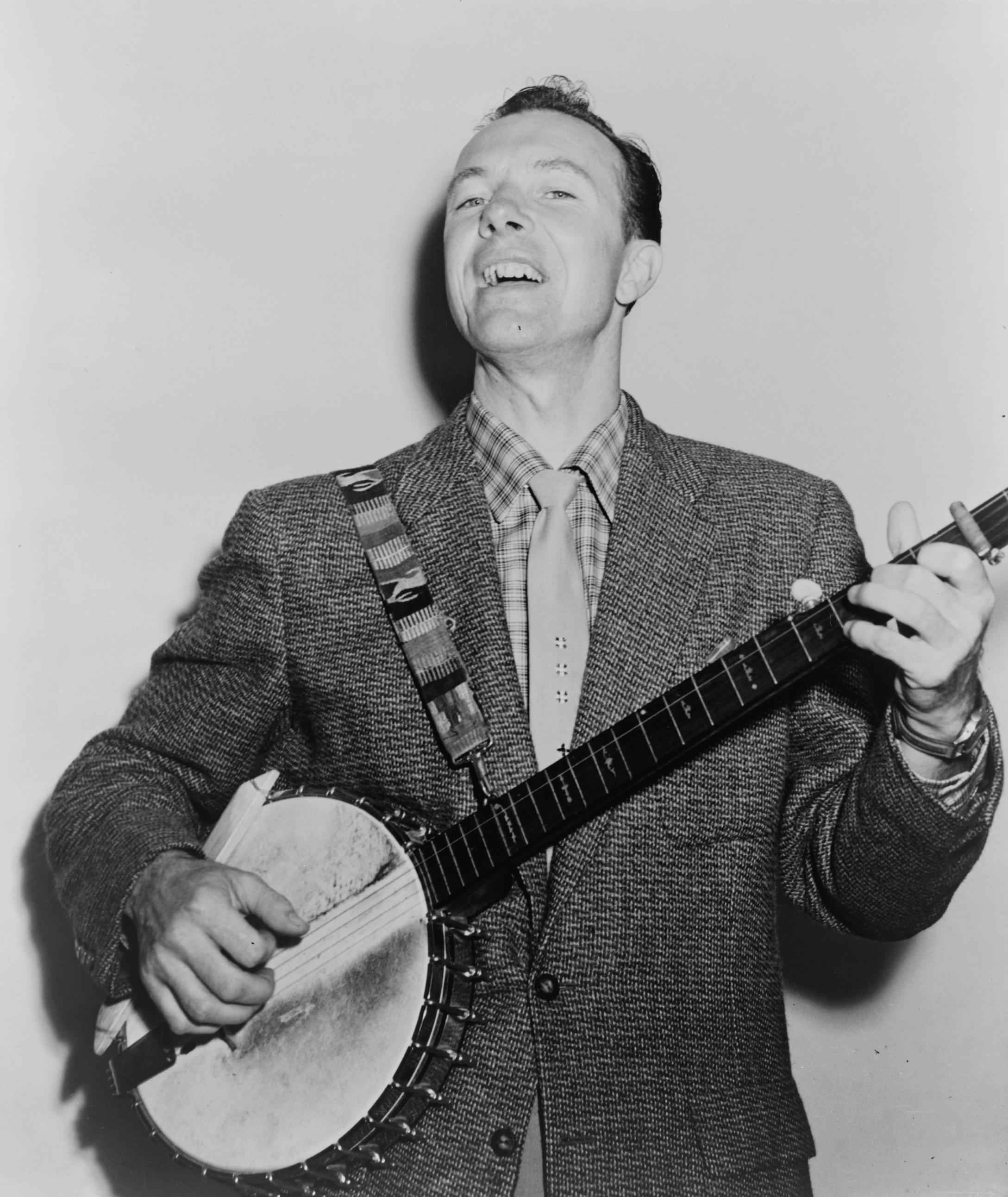
Photographie de Pete Seeger prise en 1955.

Pendant ses études secondaires, à la Gar-Field Senior High School (en), de Woodbridge, un établissement récemment déségrégué. Emmylou Harris y bénéficie de leçons de piano et joue du saxophone au sein de la fanfare de son établissement et suit de façon assidue des cours de clarinette. Elle y devient la meneuse des pom-pom girls. Elle remporte également le titre de « Miss Woodbridge » lors d'un concours de beauté. Selon une interview donnée à Alanna Nash (en), pendant cette période elle découvre la musique country grâce à la station de radio la WWVA. Elle se passionne plus particulièrement pour les chanteurs Buck Owens, Mississippi John Hurt et à la chanteuse Kitty Wells,,,,,.
Emmylou Harris envoie une lettre à Pete Seeger dans laquelle elle lui écrit « comment pourrais-je chanter cette musique (la musique folk) après avoir vécu dans une vie protégée ? », Pete Seeger lui répond « Ne vous en faites pas, la vie vous rattrapera ! Vous souffrirez. Vous n'y couperez pas ! ».
Emmylou Harris achève ses études secondaires à l'âge de ses 16 ans en recevant le titre académique de Valedictorian,,.
Elle découvre des grandes chanteuses comme Édith Piaf et Billie Holiday dont les chansons sont indissociables, selon elle, des tragédies de leur vie. Emmylou Harris est également attirée par les premières chansons de Bob Dylan, surtout celles interprétées par Joan Baez et aussi par Judy Collins et Tom Paxton,.

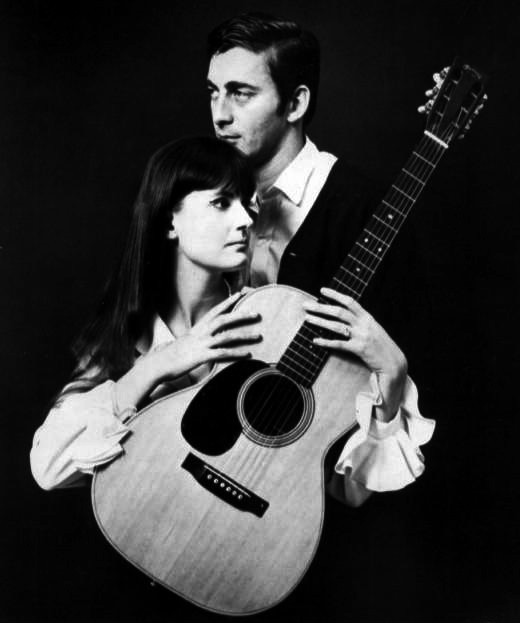
Photographie du duo Ian & Sylvia prise en 1968.

À l'occasion de la fête de Noël 1963, son grand-père lui offre une guitare de la marque Kay Musical Instrument Company (en), d'une valeur de 30 $, qu'il a acheté auprès d'une boutique de prêteur sur gage. Emmylou Harris l'utilise pour jouer des chansons de Joan Baez,,.

#### Les études universitaires
En 1965, Emmylou Harris est acceptée par l'université de Caroline du Nord à Greensboro où grâce à une bourse d'études elle étudie les arts dramatiques. Durant l'été elle participe à des ateliers de théâtre au centre culturel « Tanglewood » à proximité de Lenox dans le Massachusetts. Pendant ses études universitaires elle découvre des chanteurs de folk blues comme Robert Johnson, Son House, Mance Lipscomb, Bukka White,,.
Sur le campus universitaire, Emmylou Harris rencontre Mike Williams, qui joue de la guitare à douze cordes, avec qui elle fait quelques représentations ; leur duo, « The Emerald City » fonctionne selon celui de Ian & Sylvia. Ils reprennent également des chansons d'un autre duo, celui de Simon & Garfunkel, ainsi que des chansons de Buck Owens et de Bob Dylan. Ils se produisent aussi bien sur le campus que dans les cafés environnants pour récolter quelques pièces,,,.
Après trois semestres d'études à l'université de Caroline du Nord, Emmylou Harris n'est pas satisfaite par le niveau d'études, elle songe à se présenter à l'université de Boston. Pour cela, il faut se préparer à payer les frais de scolarité. Aussi, Emmylou Harris travaille-t-elle de jour comme serveuse et la nuit, elle chante au sein de différents clubs de Norfolk et de Virginia Beach. Finalement, elle renonce à se présenter à l'université de Boston, ne voyant pas l'intérêt de poursuivre des études de théâtre alors qu'elle préfère s'engager dans une carrière de chanteuse,,.

### Carrière

#### Les illusions new-yorkaises

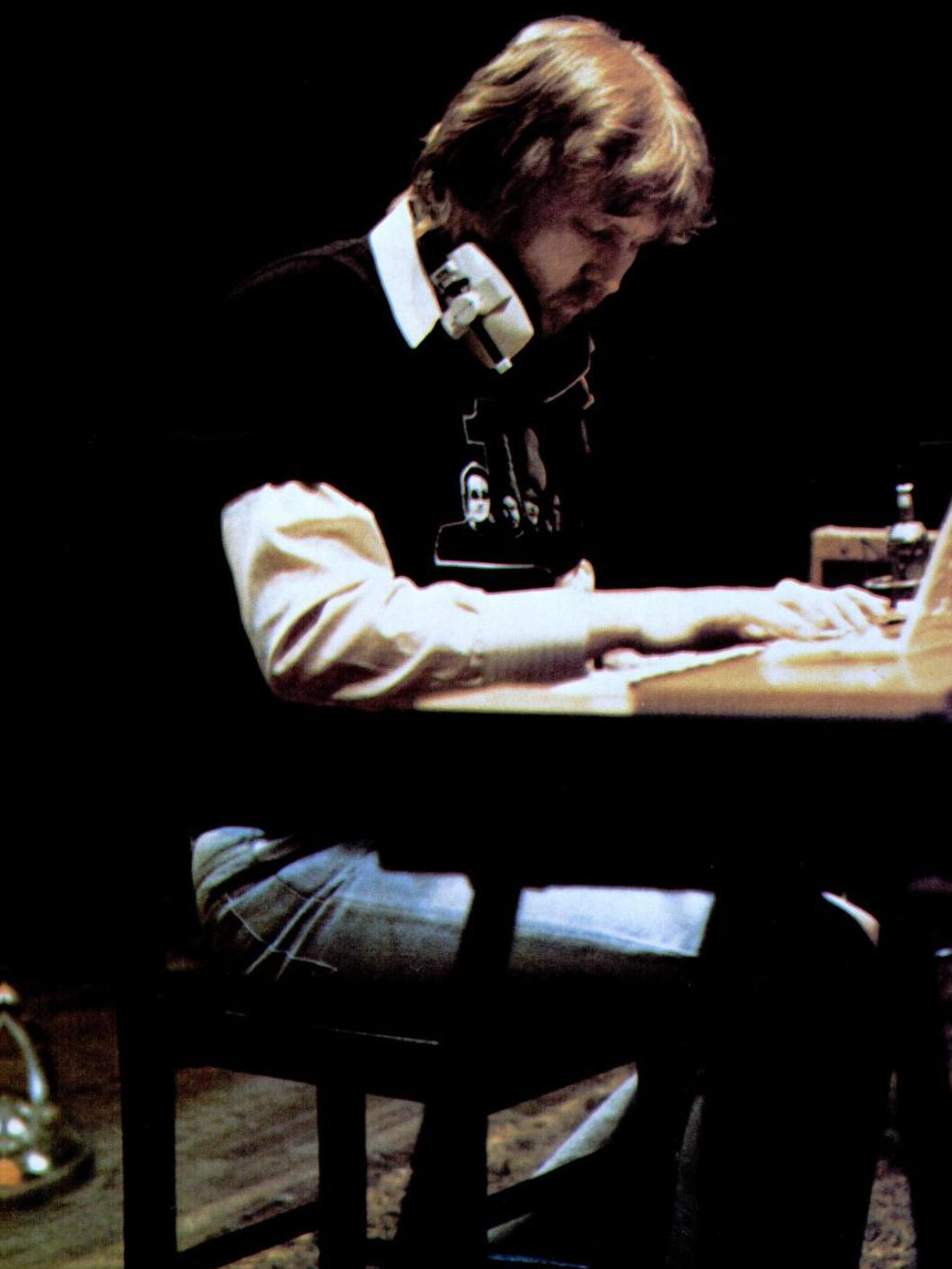
Photographie de Harry Nilsson prise en 1974.

En 1967, comme de nombreux artistes, Emmylou Harris part s'installer au Greenwich Village de New York. Son frère lui facilite son déménagement grâce à la YMCA (Young Men's Christian Association). Son frère, Walter Rutland, lui sert également de chauffeur pour sillonner les clubs de Manhattan et des alentours, mais personne ne s'intéresse à la musique country, les gens préfèrent les groupes de rock psychédélique comme celui de l'Ultimate Spinach. Joan Baez, Bob Dylan, Leonard Cohen ont déserté New York pour enregistrer à Nashville dans le Tennessee,,.
À défaut de pouvoir se produire sur scène, Emmylou Harris devient accessoiriste à la Gerde's Folk City où elle fait la connaissance de chanteurs de musique country ou de folk-rock  comme Paul Siebel (en), David Bromberg, Tom Slocum, Jerry Jeff Walker, connu pour avoir écrit la chanson Mr. Bojangles enregistrée par le groupe Nitty Gritty Dirt Band et de Harry Nilsson auteur-compositeur de succès de la musique pop,.

#### Premiers enregistrements
En 1968, le label A&M Records qui vient de produire l'album The Gilded Palace of Sin du groupe de country rock, The Flying Burrito Brothers, fondé par un ancien membre des Byrds, Chris Hillman et Gram Parsons, remarque Emmylou Harris et l'invite à une session d'essais pour tester son potentiel. Quand la direction new-yorkaise d'A&M Records écoute la bande, ne décelant point son potentiel elle laisse tomber Emmylou Harris.
Il faut attendre 1970, pour qu'Emmylou Harris signe un contrat avec le label Jubilee Records qui produit son premier album Gliding Bird (album d'Emmylou Harris) (en),,,.

#### Fuir New York

##### Nashville et la précarité
Peu de temps après Gliding Bird, le label Jubilee Records fait faillite. Emmylou Harris et son époux Tom Slocum, accompagnés de l'acteur Richard Kiley et sa famille, partent s'installer dans maison de Tom Slocum à Montgomery, une bourgade dans l'État de New York à proximité de la ville de Middletown dans le comté d'Orange,,.
Quand le groupe terroriste d'extrême gauche, le Weather Underground est l'auteur de l'Explosion d'une maison à Greenwich Village (en), Emmylou Harris décide de quitter définitivement New York pour rejoindre Nashville afin de mettre à l'abri sa fille Hallie.
Puis aux alentours de Noël 1970, Emmylou Harris, pour gagner sa vie, fait différents petits emplois alimentaires comme celle de modèle pour les étudiants en dessins de l'université Vanderbilt et de serveuse dans des restaurants. C'est un moment de désespoir, Emmylou Harris abandonne toute idée de continuer dans la musique, elle confie  « Je me sens comme une vieille femme âgée de 23 ans ! ». Elle pense que l'éducation de sa fille est incompatible avec la vie d'une chanteuse. Elle en est réduite à acheter la nourriture de sa fille par l'obtention de bons alimentaires. Aussi, pour fuir la pauvreté qui lui colle à la peau, Emmylou Harris décide de rejoindre ses parents à Woodbridge, dans la Virginie,,.

##### Retour à Woodbridge

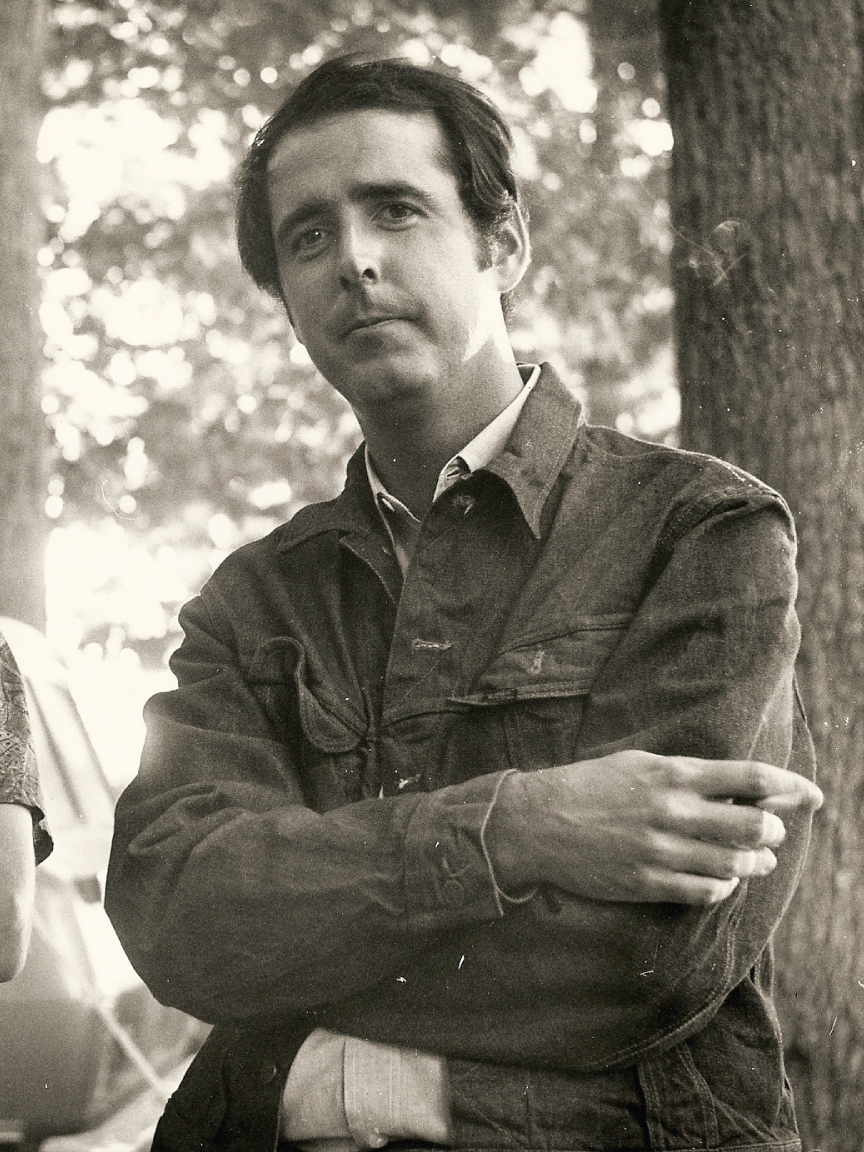
Photographie de John Starling.

Walter Harris et Eugenia Harris accueillent à bras ouverts leur fille et leur petite-fille. Grâce à leur hospitalité Emmylou Harris peut prendre contact avec la communauté des chanteurs de Bluegrass de la région de Washington. Le jour, elle travaille comme hôtesse de maison témoin dans le district de Columbia ou dans l'État du Maryland et la nuit elle chante du Bluegrass dans les restaurants et café qui veulent bien d'elle.

#### Le retour à la musique

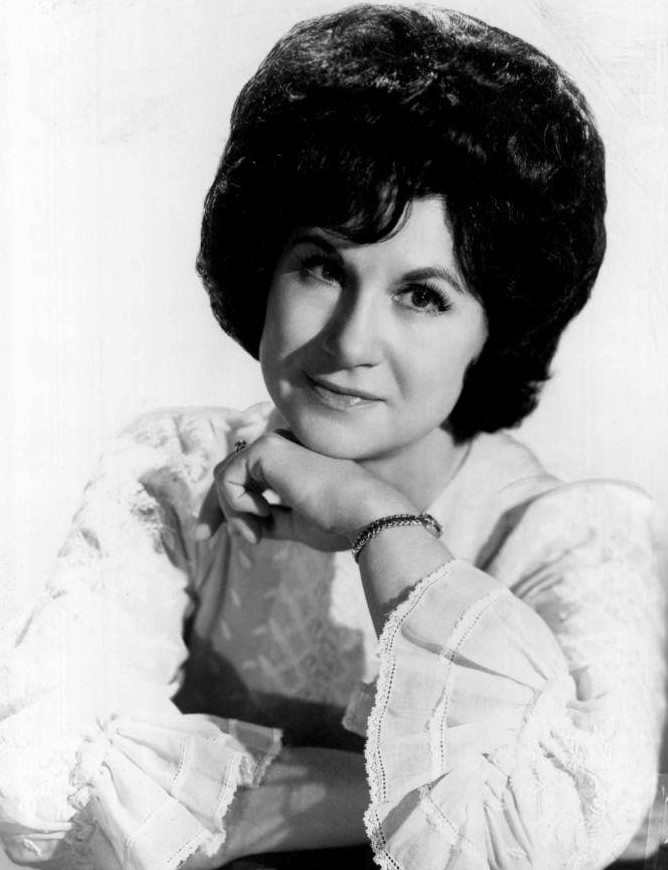
Photographie de Kitty Wells prise en 1970.

##### La formation d'un trio de Bluegrass
Grâce à son activité au sein des musiciens de Bluegrass de la région de Washington, elle fait la connaissance des paroliers Bill Danoff (en) et John Starling (musicien) (en) et de leurs musiciens, le guitariste Gerry Mule et le bassiste Tom Guidera. Avec ces deux derniers, Emmylou Harris forme un trio qui se produit cinq à six fois la semaine. Ils ajoutent à leur répertoire des chansons de Hank Williams et de Kitty Wells,.

##### Le Festival Folk de Philadelphie
En 1971, Emmylou Harris accompagne Bill Danoff et son épouse Taffy Nivert (en) qui sont programmés au Philadelphia Folk Festival (en). Emmylou Harris déclare à ce sujet « Ma présence au Festival Folk de Philadelphie fut une des expériences les plus marquantes de ma vie ». Bill Danoff et Taffy Nivert la présentent à plusieurs musiciens comme Joni Mitchell, Bonni Raitt et Rick Roberts du groupe The Flying Burrito Brothers,.

##### Gram Parsons

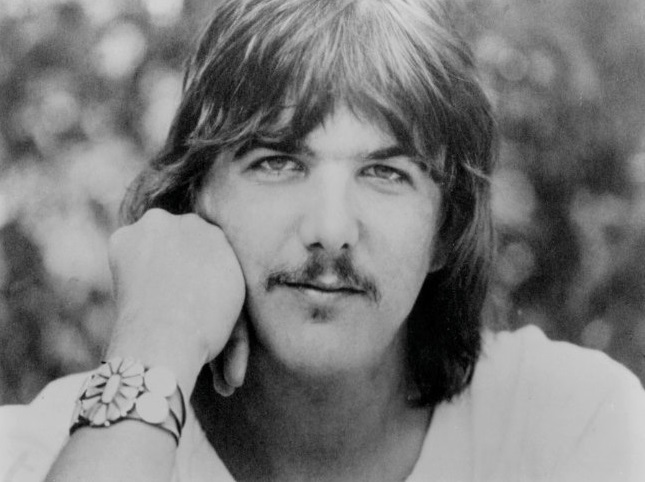
Photographie de Gram Parsons prise en 1972.

Peu de temps après Emmylou Harris se produit au Clydes, un restaurant de la chaîne Clyde's Restaurant Group (en), où viennent se rafraîchir les membres des Flying Burrito Brothers. Ces derniers sont agréablement surpris quand ils écoutent la chanson It Wasn't God Who Made Honky Tonk Angels (en) par Emmylou Harris, est également présent Gram Parsons, un ancien membre des Flying Burrito Brothers.
Gram Parsons et Chris Hillman échangent longuement sur le potentiel d'Emmylou Harris, ils pensent qu'elle est un renouveau de la chanson folk après Joan Baez, Joni Mitchell et  Carolyn Hester (en) et décident de l'inviter à Los Angeles.

#### Los Angeles
En 1972, Gram Parsons invite Emmylou Harris au domicile de Walter Egan afin de faire des essais, l'expérience est concluante, c'est le début d'une intense collaboration.
Après avoir réglé les problèmes de la garde de Hallie, Gram Parsons envoie un  billet d'avion à Emmylou Harris pour qu'elle se rende à Los Angeles et qu'elle participe aux sessions d'enregistrement de l'album GP (album de Gram Parsons) (en).
Quand Emmylou Harris arrive à Los Angeles, elle s’installe à l'hôtel Château Marmont. Elle y est attendue par Phil Kaufman (producteur) (en), l'agent artistique de Gram Parsons.

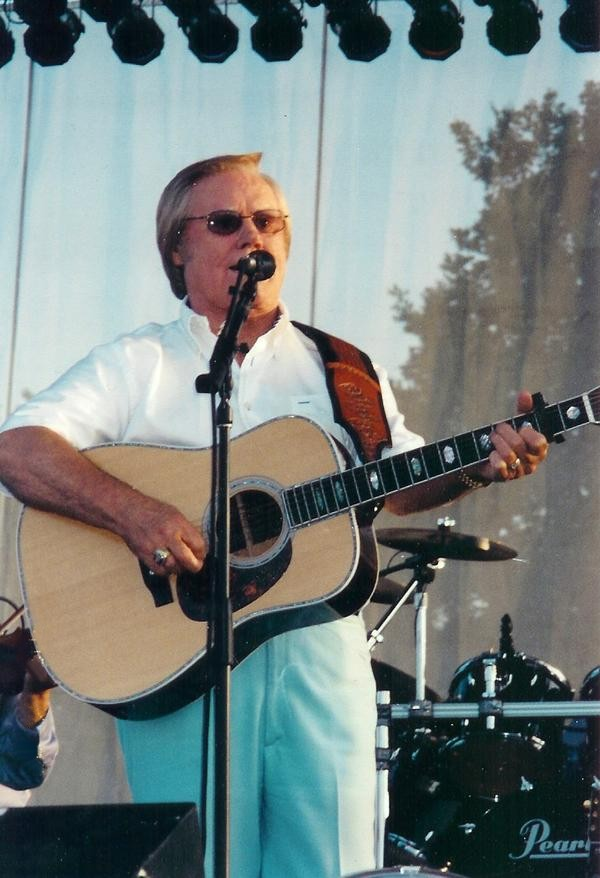
Photographie de George Jones prise lors d'un concert en 2002.

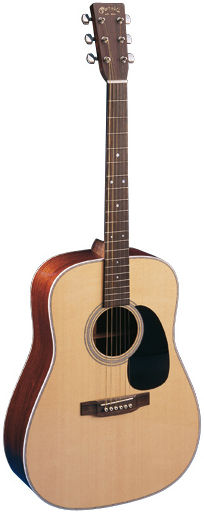
Guitare Martin D-28.

Pendant son séjour au Château Marmont, Emmylou Harris étudie les 101 leçons de Gram Parsons, en commençant par le style de George Jones le héros de Gram Parsons. Au sujet de sa lecture des 101 leçons, elle déclare « Gram m'a montrée la puissance, la poésie, la pureté qui se dégage de la musique de George Jones. Il fait preuve d'une réelle attitude rock 'n' roll. Mais par dessus tout, il aime, vit, respire par cette musique. ».
En 1973, Emmylou Harris participe comme chanteuse aux côtés de Gram Parsons à l'enregistrement de Grievous Angel avec notamment pour musiciens  James Burton, Al Perkins (guitariste) (en) ou le pianiste Glen Hardin, etc. Avec le montant de son cachet pour cet enregistrement Emmylou Harris peut s'acheter une nouvelle guitare, une Martin D-28. Après la mort de Gram Parson, Emmylou Harris reçoit sa guitare Martin comme souvenir des mains de Phil Kaufman,.

#### Reprendre l'héritage de Gram Parsons

##### The Angel Band
Après la mort subite de Gram Parsons qui s'est produite le 19 septembre 1973, Emmylou Harris décide de reprendre le flambeau. Elle cherche des musiciens pour créer sa propre formation « The Angel Band » qui finalement est composé de Tom Guidera à la basse et de Danny Pendleton à la pedal steel. Emmylou Harris et « The Angel Band » commencent à se produire pendant l'hiver 1973 à la Red Fox Inn, une auberge avec une salle de concert située à Bethesda dans le Maryland. Ils s'y produisent six soirées par semaine, cet emploi alimentaire est rémunéré 50 $ la nuit.

##### La Warner Brother's

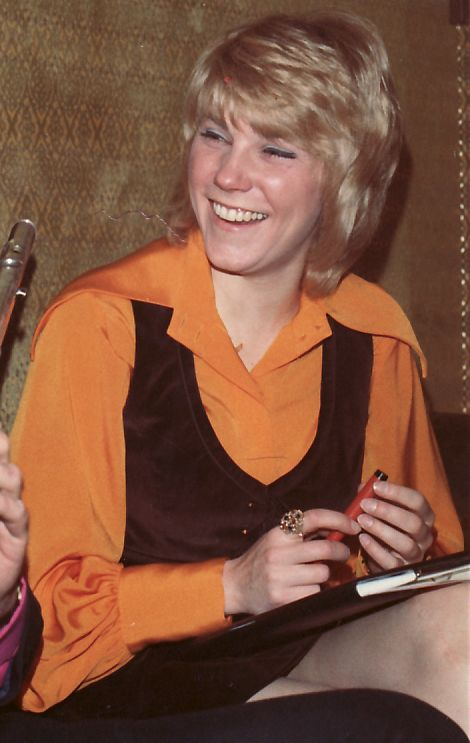
Photographie d'Anne Muray prise en 1970.

Don Schmitzerle, le directeur de marketing de la Warner Bros. Records de Burbank, est un fan inconditionnel d'Emmylou Harris, aussi cherche-t-il à lui proposer un contrat sous son label East Coast  A&R, label des débutants, où ont été enregistré les débuts de Joni Mitchell, Maria Muldaur, Randy Newman, Jackson Browne, Ry Coder et James Taylor. C'est Mary Martin, l'assistante de Don Schmitzerle qui est chargée de négocier le contrat. Après avoir écouté Emmylou Harris à la Red Fox Inn, elle obtient un rendez-vous qui débouche sur une négociation de contrat avec le producteur canadien Brian Ahern (producteur) (en). Ce dernier est notamment connu pour avoir lancé la carrière de la chanteuse canadienne Anne Murray. Après avoir signé le contrat, Emmylou Harris s'interroge, non sans quelques inquiétudes, comment va se dérouler sa collaboration avec Brian Ahern ? Elle ne veut pas être traitée comme Anne Murray. Au fur et à mesure, ses craintes s'abaissent, les relations avec Brian Ahern deviennent positives et se déroulent dans un climat de confiance réciproque.

##### Premier enregistrement, premier succès commercial

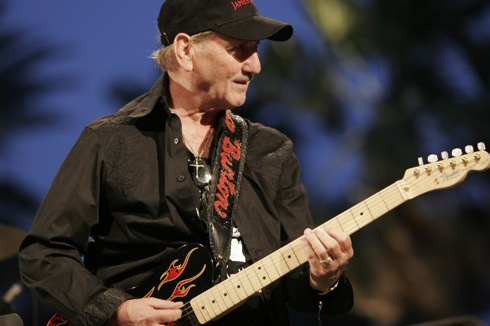
Photographie du guitariste James Burton.

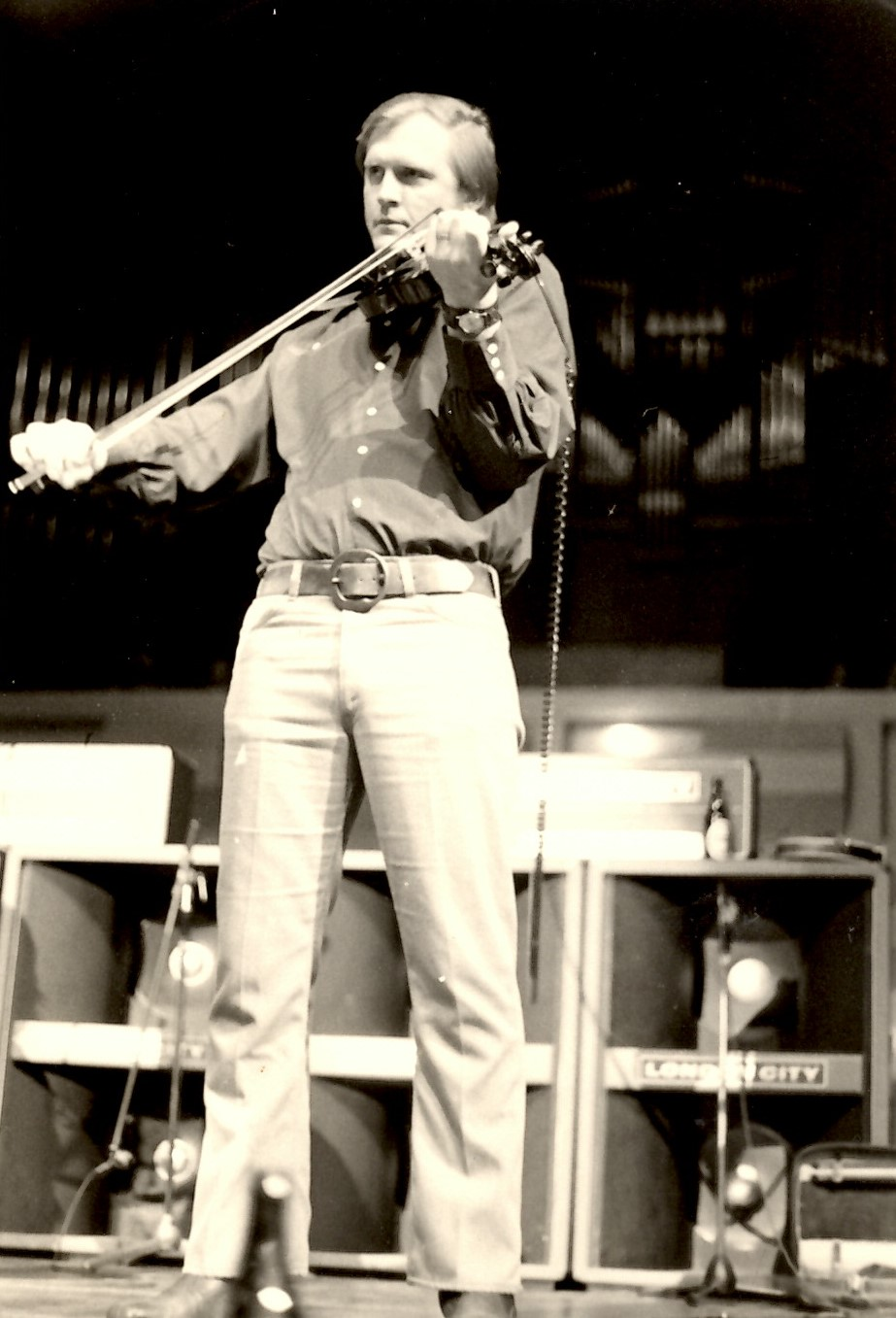
Photographie de Byron Berline prise lors d'un concert en 1970.

En octobre 1974, Brian Ahern conduit son studio mobile vers Los Angeles pour donner la chance à Emmylou Harris de commencer sa propre carrière musicale. Brian Ahern et Emmylou Harris commencent par sélectionner les meilleurs musiciens de studio comme les guitaristes James Burton, Ben Keith, Herb Pedersen (en), le violoniste Byron Berline, et pour la section rythmique, le pianiste Glen Hardin, le bassiste Ray Pohlman (en) et le batteur Ron Tutt. C'est le 7 février 1975, avec cette formation que sort le premier album d'Emmylou Harris Pieces of the Sky. La recension est positive, comme celles du critique Robert Hilburn (en) du Los Angeles Times, de Noel Coppage de la revue Stereo Review, connue maintenant sous le nom de Sound & Vision (magazine) (en), de Bud Scoppa du magazine Rolling Stone, de Bill DeYoung du Goldmine (magazine) (en) et autres. L'album rencontre un succès aussi bien pour les ventes de musique country que pour les ventes de musique populaire, il est classé en 45e position pendant 15 semaines par le Billboard 200 des meilleures ventes d'albums toutes catégories musicales confondues et en septième position par le Billboard magazine, dans la catégorie des meilleures ventes d'albums de musique country,,,,.

#### Création du Hot Band

##### Une nouvelle vie commune
Malgré le succès de Pieces of the Sky, Emmylou Harris continue de vivre avec 75 $ par semaine, de plus, elle s’inquiète de son avenir et de celui de sa fille Hallie ; elle est tombée amoureuse de Brian Ahern et elle et sa fille s'installent avec Brian et sa fille Shannon âgée de 18 ans dans une maison située dans le Coldwater Canyon (en) afin d'y mener une vie familiale. Après deux années de vie commune, Brian Ahern et Emmylou Harris partent pour la Nouvelle Écosse pour se marier le 9 janvier 1977.

##### Une nouvelle formation

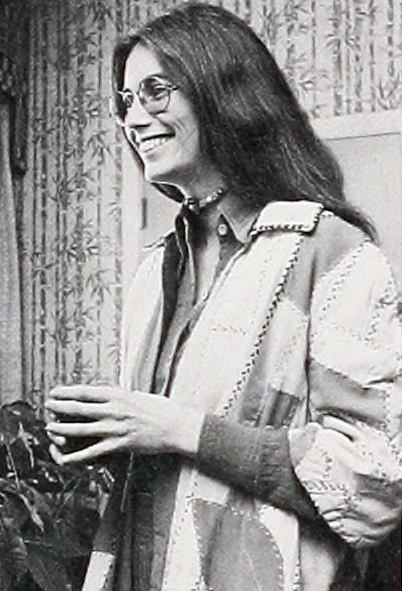
Photographie d'Emmylou Harris prise en 1976

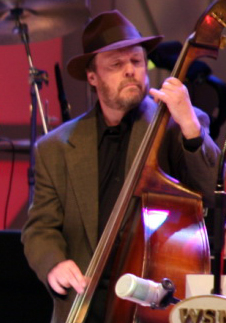
Photographie d'Emory Gordy Jr. prise lors d'un concert.

À partir de mars 1975, Emmylou Harris et Brian Ahern commencent à auditionner des musiciens pour les enregistrements à venir. Ils reprennent le guitariste James Burton, le pianiste Glenn Hardin auxquels s'ajoute le bassiste Emory Gordy Jr. (en) qui vont devenir les musiciens du Hot Band, la nouvelle formation d'Emmylou Harris.

##### Second single
Emmylou Harris et son Hot Band collaborent avec divers musiciens dont Rodney Crowell qui rejoint le Hot Band comme guitariste. Plusieurs chansons naissent de leur collaboration comme Amarillo ou Tulsa Queen et bien d'autres. En juin 1975, avec sa formation augmentée par Rodney Crowell, Emmylou Harris produit son second single, une reprise de If I Could Only Win Your Love (en) des Louvin Brothers. Ce single est classé en quatrième position des ventes de chansons de musique country pendant 17 semaines par le Billboard Hot Country Songs et 58e position pendant cinq semaines par le Billboard hot 100,,.

##### Collaboration avec Bob Dylan

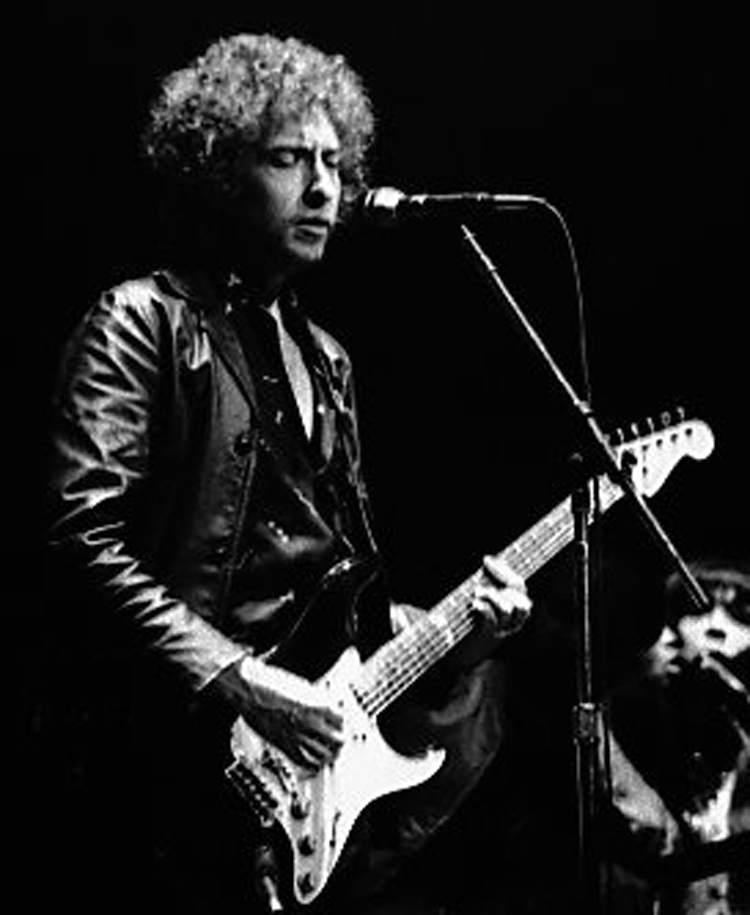
Photographie de Bob Dylan prise lors d'un concert en 1980.

Le 28 juillet 1975, Emmylou Harris est invitée par le Quad Studios Nashville (en) à participer à une session d'enregistrement avec son héros Bob Dylan pour son album Desire (album de Bob Dylan), aux côtés des musiciens Rob Stoner (en), Scarlet Rivera et Howard Wyeth (en). L'album sort au début de l'année 1976,.

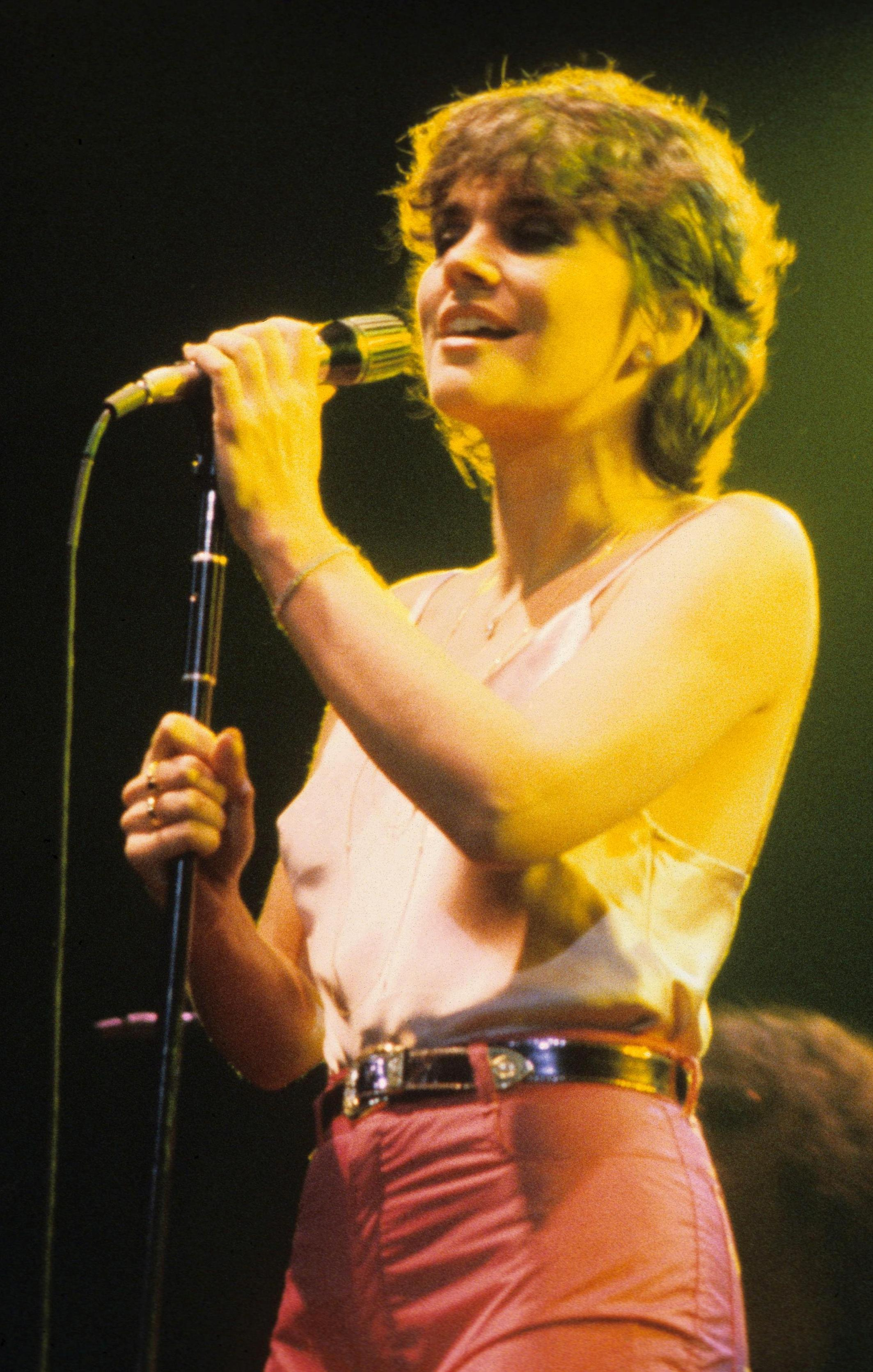
Photographie de Linda Ronstadt prise lors d'un concert en 1978

##### Premier Grammy Award
À la suite d'une visite du 9 septembre 1975 des chanteuses Dolly Parton et Linda Ronstadt à la résidence d'Emmylou Harris à Coldwater Canyon, elles échangent sur les possibilités d'enregistrer un album commun. C'est peu à peu que va naître l'album Elite Hotel. Les musiciens qui participent au projet sont Brian Ahern à la guitare acoustique, Herb Pedersen également à la guitare, l'arrangeur Nick DeCaro, Amos Garrett (en) à la guitare électrique, Mickey Raphael (en) à l'harmonica, Hank DeVito (en) à la pedal steel, James Burton à la guitare électrique, et Linda Ronstadt comme choriste, etc, qui se joint au Hot Band. Les titres sont des compositions de Gram Parsons, Rodney Crowell, Buck Owens, Hank Williams. L'album Elite Hotel sort à la fin de l'année 1975. C'est un succès, l’album est classé en première position des ventes d'albums de musique country par le BillBoard Top Country Albums et est récompensé par l'obtention d'un Grammy Award,,.

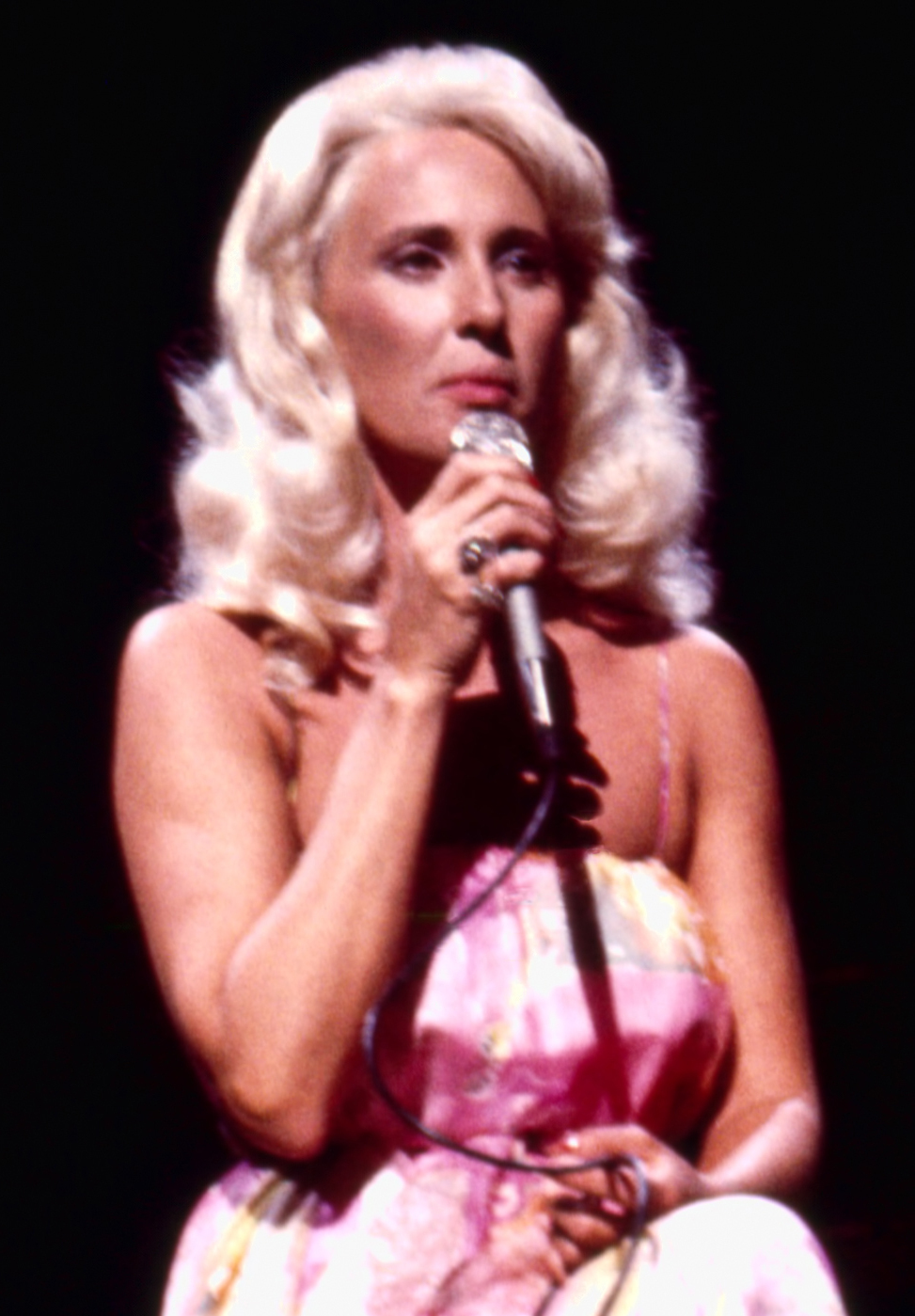
Photographie de Tammy Wynette prise en 1977

Par cette récompense, Emmylou Harris devient aussi célèbre que Dolly Parton, Tammy Wynette et George Jones.

##### Nouvelles tournées et coopérations
En 1976, Emmylou Harris et son Hot Band partent faire une tournée avec Willie Nelson et son Family Band. C'est à cette époque que Willie Nelson enregistre son album Stardust, produit par Booker T. Jones. Le guitariste britannique Albert Lee rejoint le Hot Band pour remplacer James Burton,.

##### Une nouvelle performance
En janvier 1977, Emmylou Harris sort son album Luxury Liner, qui est un ensemble de reprises dont le premier titre, est une interprétation de la chanson Luxury Liner de Gram Parsons du temps du Submarine Band. Elle interprète pour la première fois une chanson de Townes Van Zandt, Pancho and Lefty. Elle reprend également les titres You Never Can Tell (chanson) de Chuck Berry, Making Believe (en) de Kitty Wells, I'll Be Your San Antone Rose de Susanna Clark (en), etc. Le dernier titre de l'album est Tulsa Queen, composé par elle-même et Rodney Crowell,,.
Les critiques accueillent Luxury Liner de façon positive comme la recension faite par Ben Fong-Torres (en) au sein du magazine Rolling Stone. Emmylou Harris déclare au sujet de son album lors d'une interview menée par Ben Fong-Torres « j'ai vraiment eu la chance, voire le privilège de faire exactement ce que je voulais faire ». Aux critiques qui lui reprochent son style crossover dénaturant la musique country elle rétorque « Tous mes titres relèvent de la musique country, ils n'ont rien à voir avec le crossover ! Je sais ! Je sors des sentiers battus, des étiquettes. Mon inspiration vient à moi, je la joue comme je la sens avec ma formation, si je m'écarte du bien connu, je le fais et je me fiche de ce que les autres pensent! ». Luxury Liner est classé pendant huit semaines en première position des ventes d'albums de musique country par le BillBoard Top Country Albums,,.

##### Continuer les performances
En novembre 1977, Emmylou Harris enregistre To Daddy (en) de Dolly Parton, le single est classé pendant 15 semaines en troisième position des ventes de singles de musique country par le Billboard Hot country Songs, le titre est repris par l'album Quarter Moon in a Ten Cent Town classé pendant 41 semaines en troisième position des ventes d'albums de musique country au Billboard Top Country Albums,,.

##### Nouveaux horizons

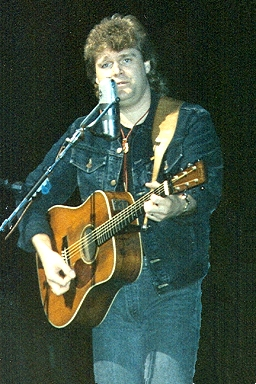
Photographie de Ricky Skaggs.

Après l’enregistrement de Quarter Moon in a Ten Cent Town, le Hot Band connait des remaniements, Rodney Cromwell et Albert Lee le quittent pour lancer leur propre carrière, Emory Gordy Jr. est remplacé par Mike Bowden, Glen Hardin par le pianiste Tony Brown (producteur musical) (en). De vieux amis d'Emmylou Harris, Ricky Skaggs et Barry Tashian sont ajoutés au groupe ainsi que Frank Reckard (en) à la guitare électrique. C'est Ricky Skaggs qui invite Emmylou Harris à élargir son horizon musical.

##### Nouvelle naissance

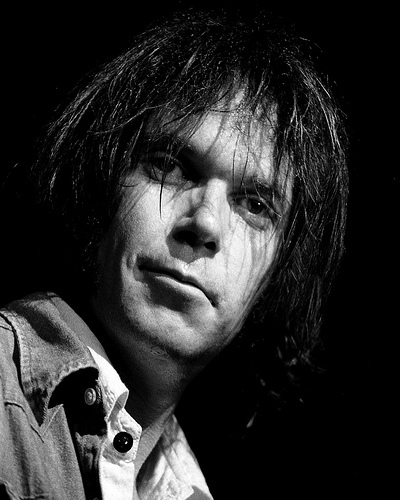
Photographie de Neil Young prise en 1979

En février 1979, Emmylou Harris est enceinte de Brian Ahern, Malgré son état, elle demeure un bourreau de travail. Elle et Brian Ahern travaillent avec acharnement, trois nouveaux albums paraissent notamment  Light of the Stable (en), un album consacré à la fête de Noël avec comme invités Neil Young, Dolly Parton et Linda Ronstadt. Avec Roy Orbison elle enregistre une chanson pour la bande son du film Roadie (film) (en) d'Alan Rudolph. Le 13 mai 1979, est publié son cinquième album Blue Kentucky Girl (album d'Emmylou Harris) (en) qui retourne au son traditionnel de la musique country,,,.

#### Une légende est née

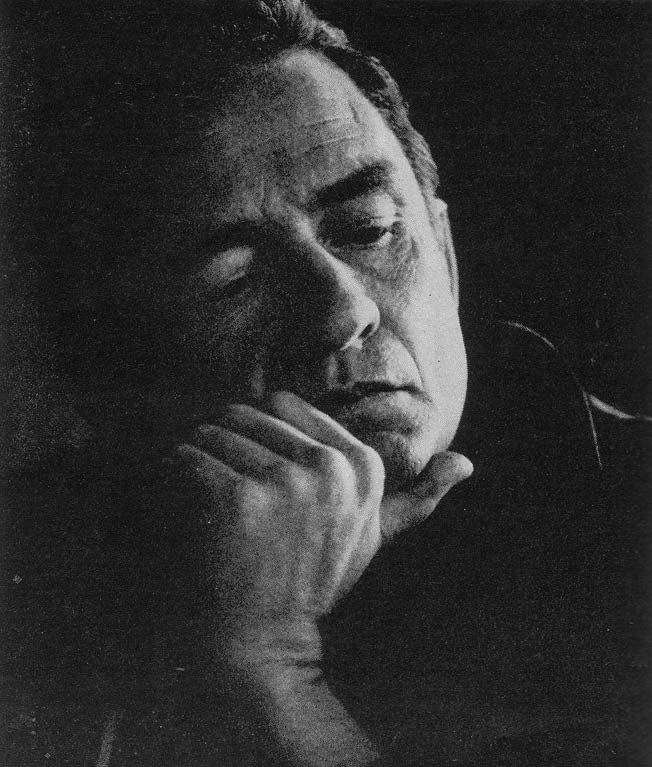
Johnny Cash en 1969.

Le 18 février 1981, l'album Blue Kentucky Girl est classé pendant 102 semaines en troisième position des ventes d'albums de musique country par le BillBoard Top Country Albums, les ventes dépassent les 500 000 exemplaires ce qui lui permet d'obtenir un nouveau disque d'or certifié par la Recording Industry Association of America après Elite Hotel et Luxury Liner et est récompensé par un nouvel Grammy Award, enfin il sélectionné par l'Academy of Country Music dans la catégorie « album de l'année ». La recension du Saint Paul Dispatch (en) écrit au sujet de cet album « Si Gram Parson est la personne qui nous a ouvert les oreilles, Harris a ouvert nos esprits et nos cœurs à la musique country ». Son succès est tel qu'Emmylou Harris est invitée par le Grand Ole Opry où elle chante après Johnny Cash lors d'une émission qui lui est consacrée, Emmylou Harris rejoint les légendes de la musique country,,,,.

#### Faire revivre la tradition,Roses in the Snow

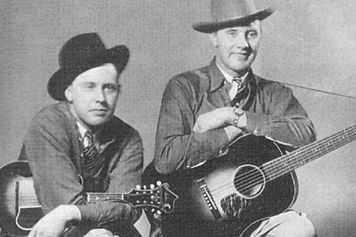
Photographie de Bill Monroe et de son frère, prise en 1936.

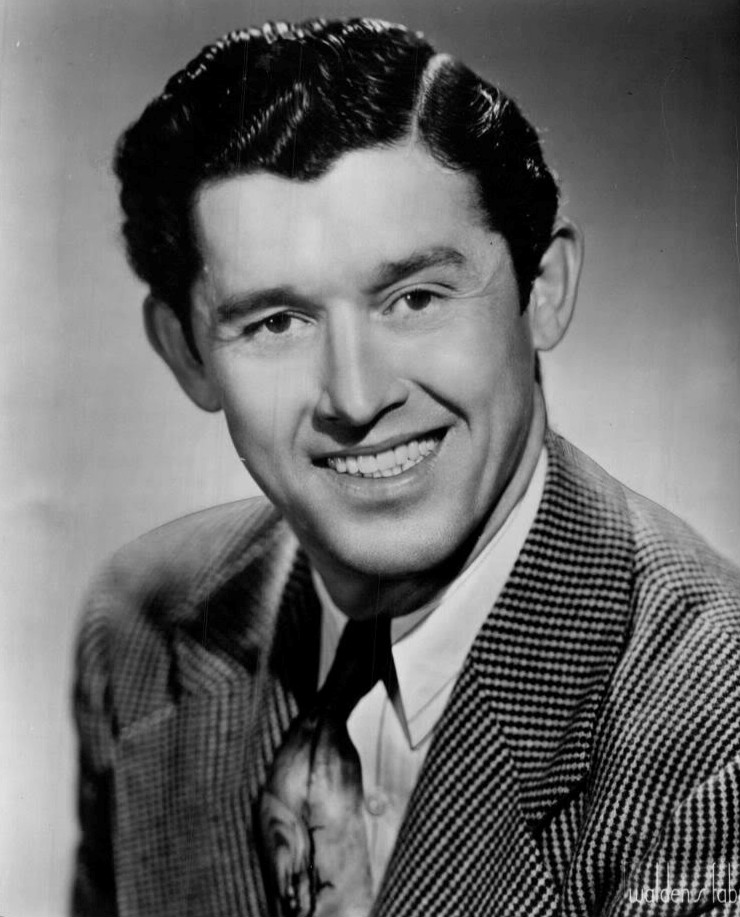
Photographie de Roy Acuff prise en 1950.

Depuis la fin des années 1940, les formations de musique country, de musique western se sont électrifiés. Emmylou Harris va à contre courant en retournant au son original de la musique country, plus généralement de la musique rurale américaine, méprisée par l'expression de « hillbilly music / musique de culs terreux ». Ce retour est matérialisé par l'album Roses in the Snow (en) qui sort en mai 1980. Les différents titres de cet album sont exempts de batterie et sont accompagnés par des instruments acoustiques et proches du son bluegrass tel qu'il fut joué par Bill Monroe et les Blue Grass Boys, le Carter Family, Roy Acuff et les Smoky Mountain Boys et autres. Par ce nouvel album Emmylou Harris veut faire découvrir à ses fans une version de la musique country qu'ils ne connaissent pas. À la grande surprise des producteurs qui s'attendaient à un échec commercial, Roses in the Snow est classé en seconde position des ventes d'albums de musique country par le BillBoard Top Country Albums,,.

#### Retour au country rock

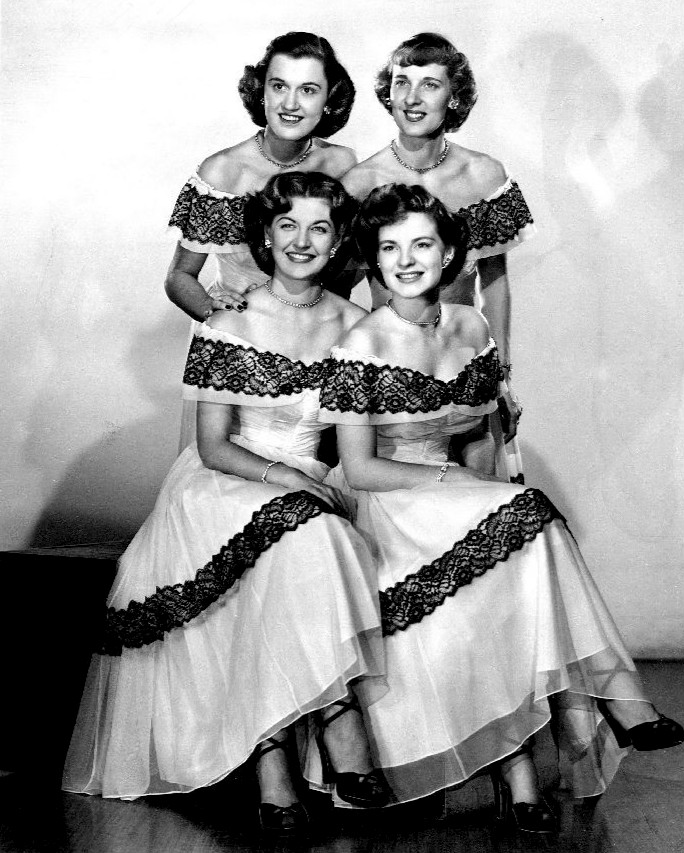
Le groupe vocal The Chordettes.

Après la parution d'un album consacré à des chansons de Noël Light of the Stable (en), édité en 1979, le 28 janvier 1981, elle sort l'album Evangeline (album d'Emmylou Harris) (en) qui est notamment une reprise de standards dans le style country rock, comme Mr. Sandman succès du groupe vocal The Chordettes ou du standard de jazz How High the Moon et Bad Moon Rising du groupe Creedence Clearwater Revival. Elle est accompagnée par les harmonies vocales de Dolly Parton et Linda Ronstadt pour Mr. Sandman et la chanson titre Evangeline. L'album Evangeline est classé en cinquième position des ventes d'albums de musique country par le BillBoard Top Country Albums et le 9 octobre 1981, la Recording Industry Association of America certifie l'album comme disque d'or,,,.

#### Le renouvellement du Hot Band

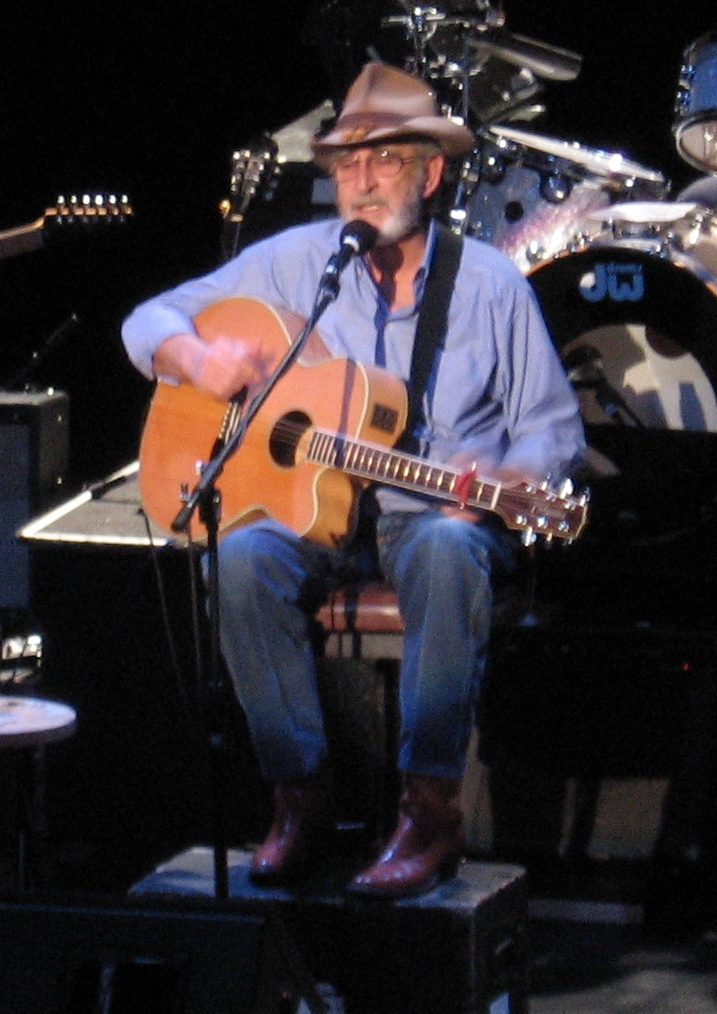
Don Williams.

Entre 1980 et 1981, des remaniements ont lieu au sein du Hot Band ; Barry Tashian est à la batterie, Steve Fishell à la pedal steel et à la guitare slide, Don Johnson au piano électrique. C'est avec ce nouveau Hot Band qu'elle enregistre l'album Cimarron (album de Emmylou Harris) (en), Dans cet album le duo vocal qu'elle réalise avec Don Williams pour interpréter If I Needed You de Townes Van Zandt caracole en haut des ventes de singles pour atteindre la troisième position par le Hot Country Songs publié par le Billboard pour les mois de novembre 1981 et décembre 1982,,,.

#### Le premier album enregistré en concert
En octobre 1982, sort le premier album live de Emmylou Harris Last Date, issu d'un concert donné dans un club du sud de la Californie lors de sa tournée « Real to Reel Tour ». C'est l'occasion de découvrir les prestations en public des nouveaux musiciens du Hot Band : Barry Tashian, Frank Reckard, Don Johnson, Steve Fishell, Mike Bowden, Wayne Goodwin et John Ware (musicien) (en). Les titres de cet album sont tous nouveau, continuant ainsi à faire découvrir la diversité de la musique country. Emmylou Harris lors d'une interview donné au Musician (magazine) (en) déclare « je ne me pense pas comme étant le chef d'une formation. Je me pense plutôt comme étant un membre du Hot Band. Ce groupe a toujours fonctionné de façon très démocratique ». Last Date est classé par le Billboard en neuvième position des meilleures ventes d'albums de musique country,,,.

#### La fin de l'année 1982
La fin de l'année 1982 est marquée par une suite de concerts. Le 10 octobre 1982, Emmylou Harris et Linda Ronstadt donnent un concert sur le campus de l'université de Californie à Los Angeles pour soutenir la candidature du démocrate Tom Hayden, l'époux de Jane Fonda, à l'Assemblée de l'État de Californie et celle de Edmund Gerald Brown, Sr., dit Pat Brown, au poste de gouverneur de la Californie. Puis en novembre 1982, Emmylou Harris et son Hot Band partent pour Dublin pour y donner un concert dans l'enceinte de la brasserie de la Guinness, concert inaugural d'une tournée européenne.
L'année s'achève par l'enregistrement de l'albums White Shoes en décembre 1982, et l'année commence avec l'enregistrement de l'album Profile II: The Best of Emmylou Harris (en) en janvier 1983 dernier album avant que Emmylou Harris et Brian Ahern se séparent,,.

#### La gardienne de la tradition

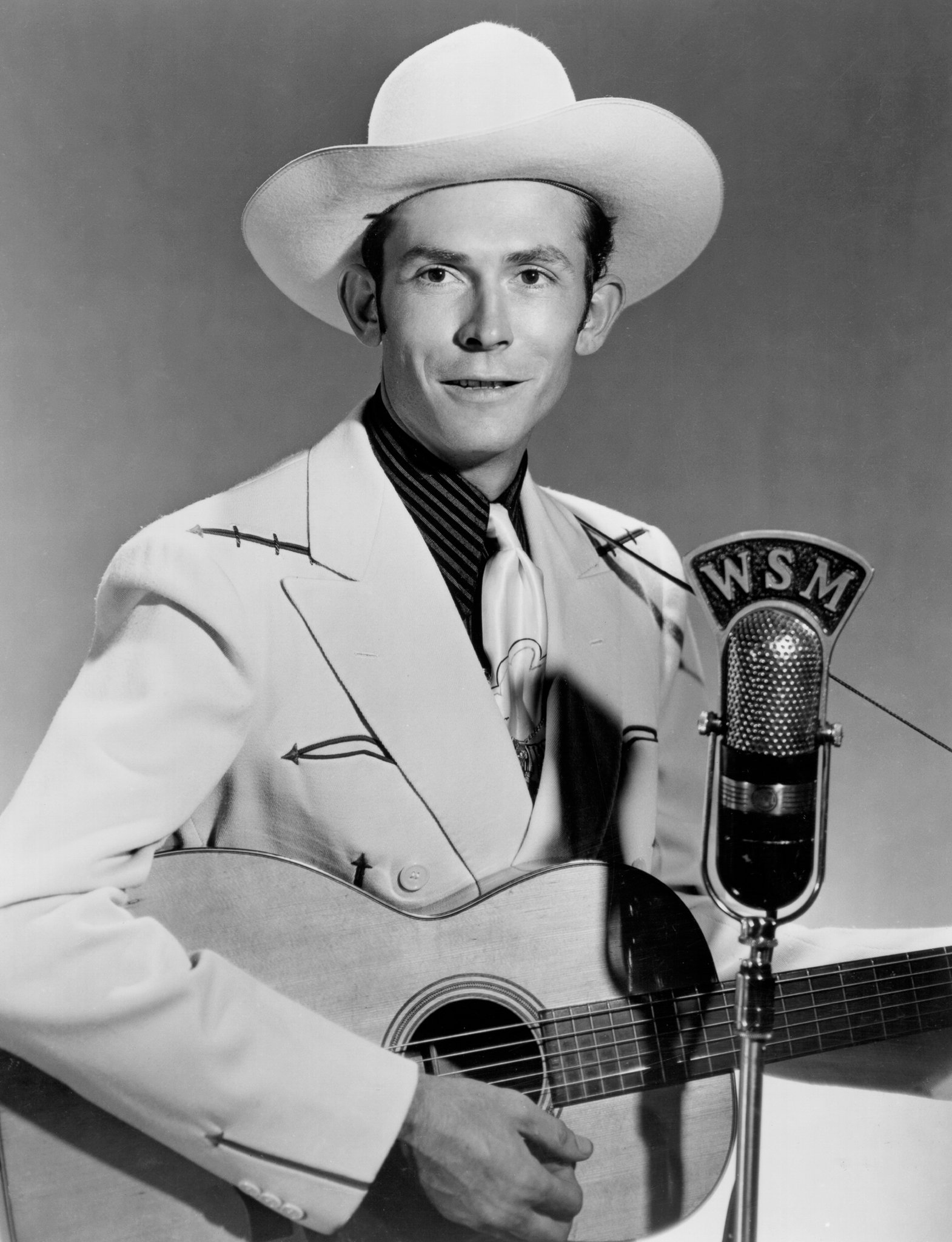
Photographie de Hank Williams prise en 1948.

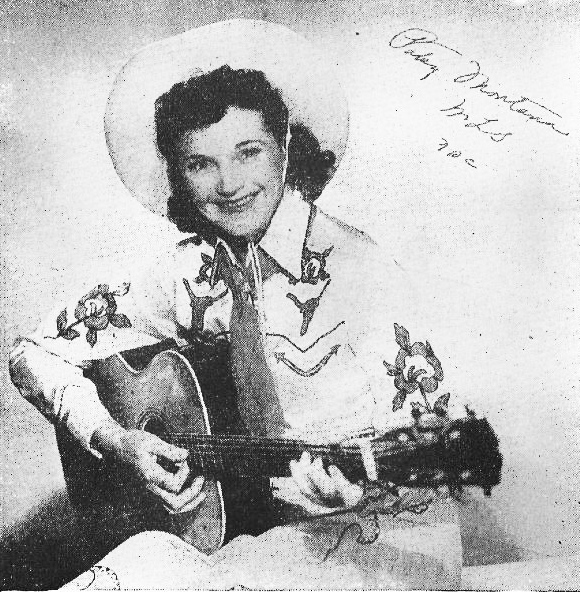
Photographie de Patsy Montana prise en 1943.

En mai 1985, Emmylou Harris est élue présidente de la Country Music Foundation (en), association fondée en 1964 dans le Tennessee qui a pour mission la préservation et la promotion de la musique country et a, entre autres, créé le Country Music Hall of Fame. Durant son mandat, elle veille à collecter les divers artéfacts témoignant de la richesse et de la diversité de la musique country, comme les premiers disques enregistrés par Hank Williams et Jim Reeves, les bottes de Patsy Montana, etc,,.

#### Revisiter la tradition
En 1985, Emmylou Harris enregistre le single The Ballad of Sally Rose (en) suivi en 1986 par la sortie de l'album Thirteen (Album de Emmylou Harris) (en). The Ballad of Sally Rose est une chanson proche de la vie d'Emmylou Harris, en racontant l'histoire d'une femme qui aspire à devenir une chanteuse et de son mentor dont elle tombe amoureuse, allusion à Gram Parsons,.

## Vie privée
En 1969, Emmylou Harris épouse le parolier Tom Slocum, le couple donne naissance à une fille Hallie. Emmylou Harris et Tom Slocum divorcent en 1971,.
Le 9 janvier 1977, Emmylou Harris épouse en secondes noces Brian Ahern lors d'une cérémonie célébrée dans la plus stricte intimité dans une ville de la Nouvelle Écosse.

## Autres activités
Depuis 1999, Emmylou Harris organise un concert annuel Concerts for a Landmine Free World. Les bénéfices sont destinés à aider les victimes innocentes de conflits dans le monde et à informer les Américains sur les dangers que représentent les mines. Parmi les artistes qui l’ont aidée : Mary Chapin Carpenter, Bruce Cockburn, Steve Earle, Joan Baez, Patty Griffin et Nanci Griffith,,.
La société Gibson Guitar Corporation, célèbre fabricant américain de guitares, commercialise depuis quelques années un luxueux modèle acoustique baptisé Emmylou Harris Signature qui a été mis au point avec l'aide de l'artiste.

## Regards sur son œuvre
Le critique Marcus Desmond Harmon, insiste sur le fait que la carrière d'Emmylou Harris commence après la mort de Gram Parson le 19 septembre 1973 dans sa chambre d’hôtel à Joshua Tree en Californie, décès consécutif à une overdose. Emmylou Harris et Gram Parson venaient d'achever une tournée de concerts et envisageaient comment établir un partenariat pour le long terme. Quand sa dépouille arrive à l'aéroport de Los Angeles, son agent artistique embarque son cercueil dans le désert et procède à la crémation.
Pour mémoire, Emmylou Harris est écartelée par les chansons pacifistes de Joan Baez et l'admiration qu'elle voue à son père et à sa carrière militaire. C'est Gram Parson qui lui fait découvrir la musique country et lui donne sa chance en enregistrant des duos avec elle. Il n'est pas difficile à comprendre que le début de la carrière d'Emmylou Harris est marqué par la mort de Gram Parson.
Quand Emmylou Harris prend son envol après avoir épuisé l'influence de Gram Parson, son inspiration se diversifie, Mr. Sandman par les Chordettes, The Wayfaring Stranger (chanson) (en), chant traditionnel de la musique folk, Born to Run du chanteur britannique Paul Kennerley et d'autres succès classés par le magazine Billboard. Emmylou Harris travaille avec des musiciens venant d'horizons divers, pop, folk, country, rock. Sa musique s’élargit, faisant des ponts entre ces styles si divers, et élargit en même temps son public : étudiants, les publics urbains comme ruraux amateurs de musique folk et musique country et la classe ouvrière.
Certes l'inspiration de ses débuts est colorée par le chagrin, la peine intense issus de la perte de son ami Gram Parson, mais peu à peu, elle construit son propre style.

## Discographie
La discographie d'Emmylou Harris se compose de nombreux disques solos, de disques en collaboration avec d'autres artistes et de participations à des albums d'autres artistes en tant que choriste, musicienne où chanteuse de duo. Elle a également enregistré plusieurs albums live.

### Albums studio
- 1969 : Gliding Bird (Jubilee)
- 1975 : Pieces of the Sky (Reprise/Warner Bros.)
- 1976 : Elite Hotel (Reprise/Warner Bros.)
- 1977 : Luxury Liner (Reprise/Warner Bros.)
- 1978 : Quarter Moon in a Ten Cent Town (Reprise/Warner Bros.)
- 1979 : Blue Kentucky Girl (Warner Bros.)
- 1980 : Roses in the Snow (Warner Bros.)
- 1980 : Light of the Stable, album de Noël (Warner Bros.)
- 1981 : Evangeline (Warner Bros.)
- 1981 : Cimarron (Warner Bros.)
- 1983 : White Shoes (Warner Bros.)
- 1985 : The Ballad of Sally Rose (Warner Bros.)
- 1986 : Thirteen (Warner Bros.)
- 1987 : Angel Band (Warner Bros.)
- 1989 : Bluebird (Warner Bros.)
- 1990 : Brand New Dance (Warner Bros.)
- 1993 : Cowgirl's Prayer (Warner Bros.)
- 1995 : Wrecking Ball (Warner Bros.)
- 1999 : Red Dirt Girl (Nonesuch)
- 2003 : Stumble into Grace (Nonesuch)
- 2008 : All I Intended To Be (Nonesuch)
- 2011 : Hard Bargain (Nonesuch)

### Albums en collaboration
- 1987 : Trio, avec Linda Ronstadt et Dolly Parton
- 1998 : Trio II, avec Linda Ronstadt et Dolly Parton
- 1999 : Western Wall: The Tucson Sessions, avec Linda Ronstadt
- 2006 : All the Roadrunning, avec Mark Knopfler
- 2006 : Real Live Roadrunning, avec Mark Knopfler
- 2008 : I've Always Needed You, avec Carl Jackson
- 2013 : Old Yellow Moon, avec Rodney Crowell
- 2015 : The Traveling Kind, avec Rodney Crowell
- 2016 : The Complete Trio Collection, avec Linda Ronstadt et Dolly Parton

### Albumslive
- 1982 : Last Date (Warner Bros.)
- 1992 : At the Ryman (Warner Bros.)
- 1996 : Spyboy (Eminent)

### Compilations
- 1978 : Profile: Best of Emmylou Harris (Warner Bros.)
- 1983 : Profiles II - The Best Of Emmylou Harris
- 1990 : Duets (en) (Reprise/Warner Bros.)
- 1996 : Portraits (Warner Bros.)
- 2005 : The Very Best of Emmylou Harris: Heartaches and Highways (Rhino Entertainment)
- 2007 : Songbird - Rare Tracks & Forgotten Gems (4cd + 1dvd) (Warner Bros.)

### Participations
- 1976 : Desire de Bob Dylan
- 1981 : Only the Heart May Know de Dan Fogelberg
- 1981 : The Wild Montana Skies de John Denver
- 1981 : Hoy-Hoy! de Little Feat (Warner) avec Ry Cooder, Robben Ford, Jim Keltner, Linda Ronstadt
- 1984 : Nashville 84 de Johnny Hallyday (duo sur If I Were a Carpenter)
- 1987 :  Higher Ground (Tammy Wynette album) avec Tammy Wynette Ricky Skaggs, The O'Kanes (en), Gene Watson (en) et Larry Gatlin,
- 1992 : Partners de Flaco Jimenez (Reprise) avec Stephen Stills, Dwight Yoakam, Linda Ronstadt, John Hiatt, Ry Cooder, Los Lobos...
- 2000 : Telling Stories de Tracy Chapman (chœurs sur la chanson The Only One)
- 2000 : Silver & Gold de Neil Young
- 2000 : Heartbreaker de Ryan Adams (duo sur la chanson Oh My Sweet Carolina)
- 2016 : Detour de Cyndi Lauper (duo sur la chanson Detour)

## Prix et distinctions

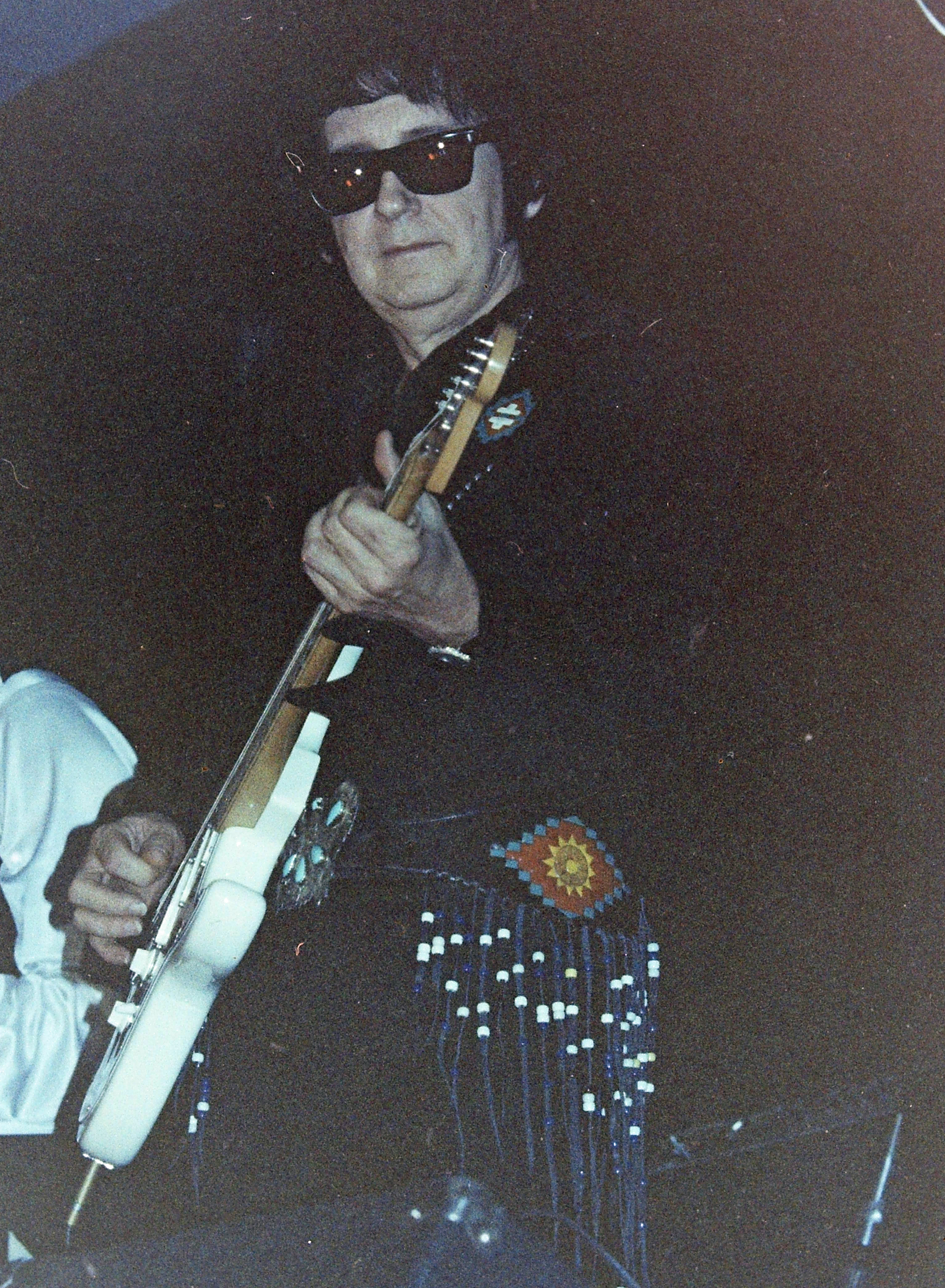
Photographie de Roy Orbison prise en 1984.

### Lauréate
- 1976 : l'album Elite Hotel, est récompensé par un Grammy Award, catégorie « Meilleure performance vocale solo par une chanteuse de musique country »[63],
- 1978 : l'album Elite Hotel est certifié disque d'or par la Recording Industry Association of America[62].
- 1980 : l'album Blue Kentucky Girl (album de Emmylou Harris) (en) est récompensé par un Grammy Award, catégorie « Meilleure performance vocale solo par une chanteuse de musique country »[63],
- 1981 : l'album Evangeline est certifié disque d'or par la Recording Industry Association of America[62].
- 1981 : le single That Lovin' You Feeling Again, chanté en duo avec Roy Orbison est récompensé par un Grammy Award, catégorie « Meilleur duo ou groupe de musique country »[63],
- 1985 : le single In My Dreams (single d'Emmylou Harris) (en), est est récompensé par un Grammy Award, catégorie « Meilleure performance vocale solo par une chanteuse de musique country »[63],
- 1987 : l'album Trio (avec Dolly Parton et Linda Ronstadt) remporte le prix « Album de l'année » décerné par l'Academy of Country Music[64],
- 1999 : Emmylou Harris est la lauréate du Billboard Music Awards[89],[90],
- 2004 : Emmylou Harris est la lauréate du Golden Plate Award décerné par l'American Academy of Achievement[91],
- 2011 : Emmylou Harris est la lauréate du Cliffie Stone Pioneer Award décerné par l'Academy of Country Music[64],
- 2015 : Emmylou Harris est la lauréate du Polar Music Prize décerné par la Stig Anderson Music Award Foundation[92],

### Nominations
- 1972 : le single If I Could Only Win Your Love est sélectionné pour un Grammy Award dans la catégorie « Meilleure performance vocale solo par une chanteuse de musique country »[63],
- 1977 : la chanson Here, There And Everywhere est sélectionnée pour un Grammy Award dans la catégorie « Meilleure performance vocale solo par une chanteuse de musique country »[63],
- 1978 : le single Making Believe est sélectionné pour un Grammy Award dans la catégorie « Meilleure performance vocale solo par une chanteuse de musique country »[63],
- 1979 : l'album Quarter Moon In A Ten Cent Town est sélectionné pour un Grammy Award dans la catégorie « Meilleure performance vocale solo par une chanteuse de musique country »[63],
- 1979 : l'album Blue Kentucky Girl est sélectionné pour la catégorie « Album de l'année » par l'Academy of Country Music[64],
- 1980 : Emmylou Harris est sélectionnée pour la catégorie « Meilleure chanteuse » par l'Academy of Country Music[64],
- 1981 : l'album Roses in the Snow (album d'Emmylou Harris) (en) est sélectionné pour un Grammy Award dans la catégorie « Meilleure performance vocale solo par une chanteuse de musique country »[63],
- 1982 : le single If I Needed You interprété en duo avec Don Williams est sélectionné pour un Grammy Award dans la catégorie « Meilleur duo ou groupe de musique country »[63],
- 1983 : l'album Cimarron est sélectionné pour un Grammy Award dans la catégorie « Meilleure performance vocale solo par une chanteuse de musique country »[63],
- 1984 : l'album Last Date (album d'Emmylou Harris) est sélectionné pour un Grammy Award dans la catégorie « Meilleure performance vocale solo par une chanteuse de musique country »[63],
- 1986 : l'album The Ballad Of Sally Rose est sélectionné pour un Grammy Award dans la catégorie « Meilleure performance vocale solo par une chanteuse de musique country »[63],

### Distinctions
- En mai 1985, Emmylou Harris est élue présidente de la Country Music Foundation (en)[82],
- Le 14 février 1992, Emmylou Harris fait son entrée au musée consacré à la musique country, le Country Music Hall of Fame de Nashville[93].
- En 2003, Emmylou Harris fait son entrée au musée l'Alabama Music Hall of Fame (en) de  Tuscumbia[94],
- En avril 2009, Emmylou Harris est élue à l'American Academy of Arts and Sciences, où elle siège dans la section « arts du spectacles », son élection est fêtée le 10 octobre 2009 au siège de l'American Academy of Arts and Sciences à Cambridge dans le Massachusetts[95],[96],

## Hommages
En 2012, le groupe suédois de musique folk First Aid Kit lui dédie une chanson sur son album The Lion's Roar.